# 霍普蒂夫卡
50°16′51″N 36°15′46″E / 50.28083°N 36.26278°E

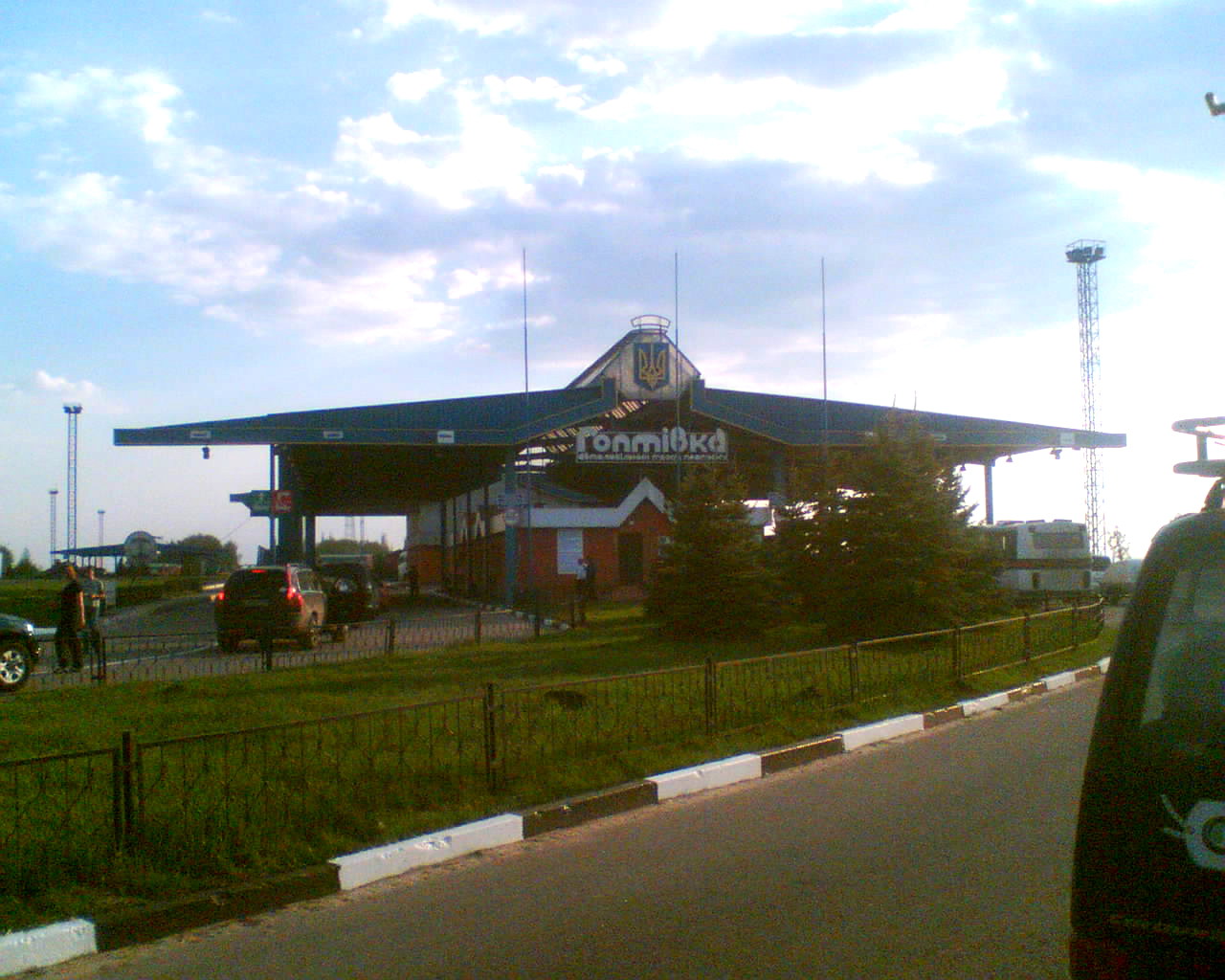
乌俄边境的霍普蒂夫卡海关

霍普蒂夫卡（烏克蘭語：Гоптівка）是位於烏克蘭東部的村莊，由哈爾科夫州哈爾科夫區的德爾哈奇市鎮負責管轄。該村始建於1850年，面積1.27平方公里，海拔高度158米，2001年人口999，人口密度每平方公里784.7人。